# Şeref Meselesi
Şeref Meselesi (en español: Cuestión de honor)  es una serie de televisión turca de 2014, producida por D Productions para Kanal D. Es una adaptación de la serie de televisión italiana L'onore e il rispetto.

## Trama
Zeliha, una mujer con grandes sueños y aspiraciones vive en el campo con la familia de su esposo Hasan y sus dos jóvenes hijos. Yiğit, el mayor, que es fuerte, impulsivo, arrogante y bohemio; y su hermano Emir, responsable, formal, y ya se ha recibido de abogado. Luego de la muerte del patriarca de la familia Kiliç, Zeliha que es una mujer ambiciosa y estaba harta de la vida que llevaba, hace que su esposo cobre la herencia y toda la familia se traslada a Estambul, donde Zeliha ve un futuro promisorio. En la ciudad, Yiğit atraerá la atención de las muchachas del barrio: Derya y Kübra, y su única ocupación será formar una pandilla para obtener dinero fácil y  tratar de conquistar a Sibel, que es una modelo que desea salir de la pobreza, y que no le dará oportunidad por verlo sin un porvenir prometedor, y se inclinará hacia su hermano abogado. Emir se encuentra preocupado por los negocios que quiere llevar a cabo su padre, y trata de orientarlo para que no se confie de todo lo que le digan. Pese a ello, Hasan decide abrir una joyería con el apoyo monetario y consejo de Sadullah, un prestamista conocido en el barrio, que lo impulsa para que acepte endeudarse con él. Un día antes de la apertura, la joyería es robada y se pierde toda la inversión. Hasan no puede soportar lo sucedido y acusiado por los reclamos de su esposa, se suicida. Después de este trágico suceso, la madre se siente culpable y pierde la razón 
y los dos hermanos se dan cuenta del engaño sufrido por su padre y deciden vengar su muerte, pero en lados opuestos de la ley. Yiğit se involucrará de lleno con los mafiosos que sustentan a Sadüllah y usará inclusive a su inocente hija Kübra, que está enamorada de él, para deshonrarlo. Emir, en cambio, luchará por desbaratar las mafias, en las que su hermano participará, aún a costa de tener que apresarlo, cuando pueda comprobar en la justicia los delitos que cometen. La vida de ellos y las de las jóvenes se verán expuestas a las consecuencias de la venganza y al enfrentamiento de estos hermanos.

## Reparto
- Kerem Bürsin como Yiğit Kılıç.
- Şükrü Özyıldız como Emir Kılıç.
- Tilbe Saran como Zeliha Kılıç.
- Yasemin Allen como Sibel Özer.
- Şükran Ovalı como Derya Tanış.
- Burcu Biricik como Kübra Çapan.
- Alma Terziç como Gül.
- Taner Turan como Sadullah Çapan.
- Olgun Toker como Seyhan Demir.
- Çağrı Çıtanak como Mete.
- Hakan Salınmış como Hakkı.
- Kağan Uluca como Nihat Demir.
- Ahmet Dizdaroğlu como Ayhan.
- Uğur Uzunel como Selim.
- Baki Çiftçi como Ender.
- Uygar Özçelik como Namık.
- Bülent Arin
- Mürtüz Yolcu
- Sezin Bozacı como Neriman Özer.
- Şebnem Doğruer como Fatma.
- Uğur İzgi como Yılmaz.
- Benian Dönmez
- Şerif Erol como Hasan Kılıç.
- Toygun Ateş como Basri Kılıç.
- Burç Hatunoğlu como Bora Tunalı.
- Isabella Damla Güvenilir como Elif Kılıç.

## Transmisión internacional
| Cadena       | Horario                                                  | Inicio             | Final                |
| ------------ | -------------------------------------------------------- | ------------------ | -------------------- |
| Azteca Trece | Lunes a viernes, 21:00-22:00 Final: Domingo, 20:00-21:15 | 23 de mayo de 2016 | 14 de agosto de 2016 |